# Pascale Roberts
Pascale Roberts (* 21. Oktober 1930 in Boulogne-Billancourt; † 26. Oktober 2019 in Paris) war eine französische Schauspielerin.

## Leben und Karriere
Die 1930 in Boulogne-Billancourt geborene Schauspielerin wurde nach ihrer Hauptrolle als Irène in Sie hassen und sie lieben (Les Loups dans la bergerie, 1960) und weiteren Filmen vor allem mit Costa-Gavras’ Erstlingswerk Mord im Fahrpreis inbegriffen (1965) international bekannt. Sie spielte darin das erste der vielen Mordopfer, Georgette Thomas. 1965 begann auch ihre erfolgreiche Fernsehkarriere: neben Henri Serre und Geneviève Grad spielte sie eine Hauptrolle als Nathalie Dulac in der Serie Une chambre à louer. Es folgten Gastrollen in Serien wie Allô Police und Les Cinq Dernières Minutes oder die weibliche Hauptrolle der Cora in der Miniserie Die Rosen von Dublin. 1973 war sie neben Jean-Claude Pascal Star der Serie Le Temps de vivre et le temps. Ihre bekannteste Rolle bleibt ihre Madame Colin, die Mutter des Mordopfers Isabelle Huppert in Yves Boissets Monsieur Dupont – Zwischenfall an der Côte d’Azur (Dupont Lajoie, 1975). Ihr Schaffen seit 1954 umfasst mehr als 150 Film- und Fernsehproduktionen. Zuletzt trat sie schauspielerisch 2016 in Erscheinung. 1998 war sie für den César nominiert.

## Filmografie (Auswahl)
- 1954: Madame Dubarry (Madame Du Barry)
- 1956: Erinnerungen eines Kriminalkommissars (Mémoires d‘un flic)
- 1957: Morphium, Mord und kesse Motten (Ces dames préfèrent le mambo)
- 1960: Sie hassen und sie lieben (Les Loups dans la bergerie)
- 1962: Die dritte Dimension (Le couteau dans la plaie)
- 1962: Wir fahren nach Deauville (Nous irons à Deauville)
- 1964: Weiße Fracht für Hongkong
- 1965: Mord im Fahrpreis inbegriffen (Compartiment tueurs)
- 1967: Allô Police (Fernsehserie, 1 Folge)
- 1967: Die Blonde von Peking (La blonde de Pékin)
- 1975: Monsieur Dupont – Zwischenfall an der Côte d’Azur (Dupont Lajoie)
- 1975: Der Unverbesserliche (L’Incorrigible)
- 1981: Rette deine Haut, Killer (Pour la peau d’un flic)
- 1981: Die Rosen von Dublin (Les Roses de Dublin, Fernsehserie, 6 Folgen)
- 1987: Am großen Weg (Le Grand chemin)
- 1994: D’Artagnans Tochter (La Fille de d’Artagnan)
- 1997: Marius und Jeannette – Eine Liebe in Marseille (Marius et Jeannette)
- 2003: Je reste!
- 2008: Lady Jane
- 2008–2016: Plus belle la vie (Fernsehserie, 508 Folgen)